# قرية المفتاحة
قرية المفتاحة هي واحدة من القرى السياحية الواقعة في مدينة أبها جنوب المملكة العربية السعودية. القرية مقامة على طرز معماري مستمد من تراث وحضارة منطقة عسير. وهي عبارة عن مجموعة من المباني المتلاصقة على امتداد الممرات الداخلية والخارجية والتي تم بناؤها بالأساليب التقليدية للبناء في مدينة أبها حيث الفتحات الصغيرة والحوائط السميكة واستخدام (الرقف) لحماية الحوائط الطينية من الأمطار وتوفير الظلال على واجهة المبنى.
تضم القرية مركز الملك فهد الثقافي الذي يحتوي على العديد من المعالم التي تشكل مركزاً ثقافياً متميزاً على مستوى العالم العربي، بالإضافة إلى مقر المفتاحة الأثري يضم أعداداً كبيرة من القطع الأثرية العسيرية، ومحلات الحرف مثل محلات الفضة ومحلات بيع العسل ومحلات التحف ومحلات الأسلحة القديمة. يُعد مسرح طلال مداح الذي يقع في القرية أكبر المسارح في المنطقة العربية، حيث يحتوي على 3800 مقعد، ويشهد سنوياً هذا المسرح احتفالات المنطقة وفعاليات المختلفة. كما يتجسد بها بعض من المنازل الطينية الأثرية المجاورة للسوق الذي يشمل كافة الحرف والمأكولات الشعبية بشكل يعكس تراث المنطقة الزاخر ويشهد السوق حالياً إقبالاً كبيراً حيث يحرص كافة زوار منطقة عسير على زيارة سوق الثلاثاء الشعبي والحرف اليدوية حيث تعكس تراثاً مهماً لهم. انتقلت ملكية قرية المفتاحة إلى وزارة الثقافة في مايو 2019.

## النشأة

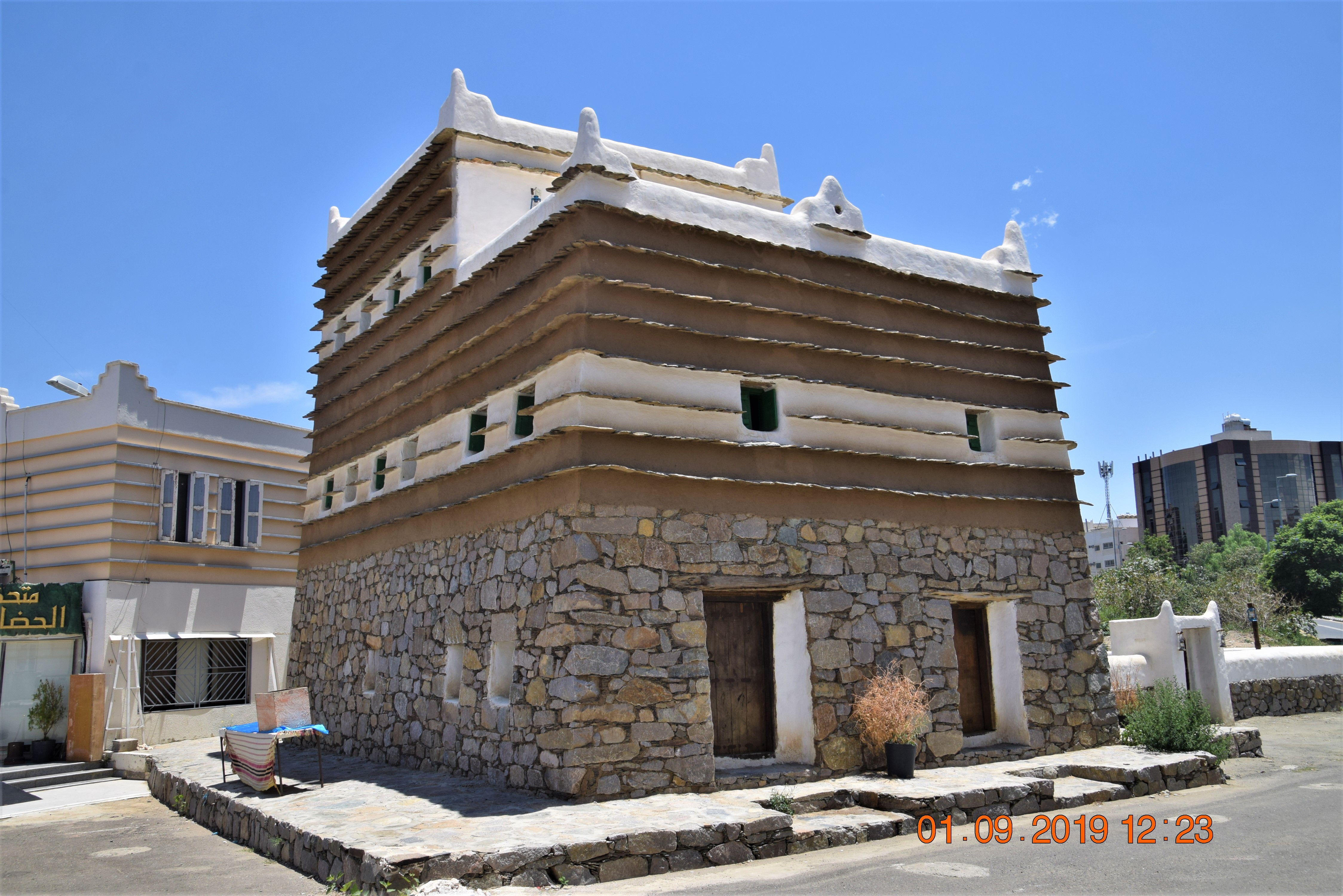

كان لقرية المفتاحة خصوصية تاريخية تعود إلى مئات السنين، وكانت تجسدها حقول القمح والذرة والبساتين الغنية بأشجار الفواكه كالعنب والخوخ والمشمش والتوت والتين، وكانت تتوسط مدينة أبها قديما قبل مايقارب 260 عاماً بمجموعة من المنازل المتلاصقة على امتداد الممرات الداخلية والخارجية، بُنِيت آنذاك بالأساليب التقليدية للبناء في منطقة عسير حيث الفتحات الصغيرة والحوائط السميكة باستخدام (الرقف) لحماية حوائطها الطينية من الأمطار، وتوفير الظلال أيضاً على واجهة مبانيها.

## التطوير
مرت فترة من الزمن وبدأت مدنية أبها تبرز وتنتعش في كافة جوانبها ومنها النهضة العمرانية التي أجبرت الأهالي على ترك قرية المفتاحة، فهُجرت منازلها وأهملت مزارعها وتداعت مبانيها وزحفت عليها المدينة من كل جانب، قال خالد الفيصل بن عبدالعزيز:"حين زرت المفتاحة لأول مرة وجدت بقايا مساكن قديمة حولها بعض المزارع، ولم يكن بها إلا رجل واحد مسن يمشي على عصا"، ويقول الأديب محمد بن عبد الله الحميّد: "اختطها الأمير علي بن مجثل بأوائل القرن الثاني عشر الهجري على ضفاف وادي أبها بالجزء الغربي من مدينة أبها، وبنى بها قصره الذي لازالت أنقاضه إلى الآن. وسكن بها مجموعة من مواليه وغيرهم من الأهالي وكانت زراعية بالدرجة الأولى تسقى من أبارها المترعة بالمياه وبالكظائم، وهي عبارة عن سواقي تمتد إلى غدران الوادي (جمع غدير) ينال كل حقل أو بستان نصيبه حسب قوانين وأعراف متفق عليها مما جعل المفتاحة أشبه بالحديقة المكتظة بأنواع الأشجار المثمرة وألوان النبات والزهور فكانت لاتخلو عصر كل يوم من ارتياد المتنزهين... إنه قبل حوالي عشرين عاما لفت أنظار سمو الأمير خالد الفيصل بن عبدالعزيز أمير المنطقة آنذاك وهو الفنان والمثقف المعروف فاختارها ليكون جزء منها مركزا ثقافيا يحمل اسم الملك فهد بن عبدالعزيز وسوقا شعبيًا منظما باسم سوق الثلاثاء تخليدا للسوق الذي يقام وسط مدينة أبها لعدة قرون قبل أن تزال البيوت القديمة وتنالها يد التنمية والتطوير وعمل الأمير خالد على تعويض أصحاب الأملاك ثم بناء القرية الجديدة على الطراز الحديث بدعم مادي ومعنوي منه بمشاركة المواطنين حيث أقام مراسم للفنون التشكيلية بمعارضها ومسرحاً يتسع لأكثر من ثلاثة آلاف متفرج وافتتحها بحفل بهيج حضره ضيوف أول ملتقى صيفي سنوي عسيري من داخل المملكة وخارجها وكانت قرية المفتاحة بصورتها الجديدة الأولى من نوعها ليس على مستوى المملكة فقط بل والدول المحيطة ولا يزال الجزء الباقي منها ينتظر التحديث ضمن مشروع وسط أبها ونأمل إلا يطول الانتظار".
بعد أن بدأت قرية المفتاحة بفكرة من خالد الفيصل وذلك في بداية عام 1408 هـ حيث كانت القرية مهجورة متداعية، نزعت ملكيتها لتكون مع بعض ما يجاورها من المزارع متنفساً عاماً، ومن المتعذر إبقاء القرية على وضعها السابق لصعوبة معالجتها وصيانتها. ومن هنا وجد أن هذا المكان هو أنسب مكان لإقامة مركز الملك فهد الثقافي، ولكن وجدت صعوبة في إعادة صيانة المباني القديمة فَرُأيَ ضرورة إزالة القرية القديمة، وأن يحل محلها مركز جذب سياحي داخل المدينة يحمل الطراز المعماري القديم، ويهتم بالحركة التشكيلية والفوتوغرافية ويحضر بعض المهن والحرف والمشغولات اليدوية المحلية. فبرزت قرية قديمة حديثة في مبانيها، ورصدت ميزانية هذا المشروع من القطاع العام والخاص على شكل تبرعات، وشكلت لجنة عليا مشرفة برئاسة خالد الفيصل رئيس المشروع وعضوية مديري الإدارات الحكومية وانبثقت منها لجان عمل أخرى للإشراف، بالإضافة لأبرم عقد بين بلدية أبها وجمعية البر بالجنوب لاستثمار الموقع لمدة ثلاثين عاما لقاء أجر رمزي، ومن هنا بدأت قرية المفتاحة التشكيلية وفي عام 1410هـ، وافتتحت قرية المفتاحة وسط احتفال شعبي وثقافي كبير حضره المولعون بالثقافة والأدب والفنون في عرس ثقافي.

## أجزاء القرية
- مركز الملك فهد الثقافي: أصبحت القرية تحتضن إقامة عدد من الدورات داخل المركز، وهي دورة الفن التشكيلي دورة الخط العربي (الرقعة والنسخ) ودورة اللغة الإنجليزية دورة فن الخزف ودورات في الحاسب الآلي رجالية ونسائية، وأيضاً المشاركة في مهرجان الجنادرية واستقطاب الأمسيات الثقافية والفنية بمسرح المفتاحة. كما ضمت القرية إقامة المعارض في صالات المركز مثل معارض الكتاب ومعرض الأرشيف الوطني ومعارض دارة الملك عبد العزيز، وأيضاً أقيم عليها العديد من الأمسيات والندوات والمؤتمرات على مستوى العالم العربي، أما بالنسبة للفن التشكيلي فتعتبر قرية المفتاحة من أكبر القرى التشكيلية على مستوى الشرق الأوسط ولها اهتمام بالفن التشكيلي والفنانين، وذلك بعقد الدورات التشكيلية وعمل المعارض وورش العمل الفنية واستضافة إعلام الفن التشكيلي.[6] من أهم المعالم التي يحتويها المركز مراسم الفن التشكيلي ويتكون كل مرسم من دورين، الدور الأول يتكون من صالة عرض واستقبال ومطل خارجي، أما الثاني فيحوي غرفة نوم ومطبخا ومطلا خارجيا ومركز الدورات الذي يحتضن العديد من الدورات المختلفة.[7]
- مقر المفتاحة الأثري: هو مبنى يتألف من ثلاثة أدوار تضم أعداداً كبيرة من القطع الأثرية العسيرية، ومحلات الحرف مثل محلات الفضة ومحلات بيع العسل ومحلات التحف ومحلات الأسلحة القديمة، إلى جانب المركز الإعلامي الذي تتجلى مهمته في استقبال الضيوف وتقديم الهدايا لهم مثل الصور والمطبوعات.
- مسرح المفتاحة: أصبحت قرية المفتاحة تضم بين أحضانها أكبر مسرح مغلق في الشرق الأوسط يتسع لأكثر من ثلاثة آلاف متفرج استخدمت فيه أحدث التقنية الصوتية والإضاءات أقيمت عليه العديد من المحاضرات والندوات والاحتفالات كما أنه أصبح يجمع عشاق الفن بمطربيهم كل عام وسط أجواء سياحية تلفها سحب أبها الممطرة.
- سوق الثلاثاء: وفي الجانب الآخر من المفتاحة يتربع سوق الثلاثاء الشعبي الذي يعتبر من أقدم الأسواق الشعبية في منطقة عسير. وسمي بهذا الاسم نسبة ليوم انعقاده وهو يوم الثلاثاء من كل أسبوع، حيث يلتقي المنتج فيه والمستهلك وأصحاب الرأي والضبط ويتم البيع والشراء واستطلاع أخبار الأمطار والأسعار والتجار والمستجدات، وتعقد مجالس إصلاح ذات البين وحل المشاكل وغيرها بالإضافة إلى تدعيم ضوابط التسويق وتطبيقاتها، ويعتبر سوق الثلاثاء بأبها من الأسواق القديمة التي رجح التاريخ ابتداء العمل فيه من عام 1250هـ، ومع تطور العمران والسكان وحاجة الناس إلى توفير المتطلبات المعيشية تم التوجيه بإعادة أحياء دور الأسواق الشعبية في المنطقة ومنها سوق الثلاثاء بأبها، واُختِير الموقع المجاور بجوار قرية المفتاحة لإنشاء سوق الثلاثاء الشعبي الجديد بمدينة أبها، وبعد استكماله من جميع جوانبه افتُتِح في يوم الثلاثاء السابع من الشهر السادس للعام 1416هـ، وهو بمساحة تقدر بحوالي 14953 متر مربع، في شكل بيضاوي مقسم إلى ممرات للمشاة وبسطات مفتوحة.[3]

## وصلات خارجية
- معرض صور قرية المفتاحة